# 無可取代的世界
《無可取代的世界》（日语：／ kakegae no nai sekai */?）是日本女藝人平手友梨奈的第二張單曲，於2021年9月24日由Sony Records以數位音樂下載的形式發行。

## 概要
- 距離上張單曲《跳舞的理由》的發行約相隔9個月。
- 2021年7月10日，平手宣布將參與14日富士電視台的音樂節目「2021 FNS歌謠祭 夏」，並將首次揭露本曲[3]。
- 同年7月14日、於「2021 FNS歌謠祭 夏」首次揭露本曲[4]。
- 同年8月30日、公布本作發行事宜與封面[5]。
- 與前作相同，本張單曲平手友梨奈也參與了作曲[4]。

## 銷量成績
- 首日下載次數為5,236次，2021年9月24日於Oricon公信榜獲得「每日數位單曲排行榜」初登場第2名[6]。
- 首週下載次數為7,133次，2021年10月4日於Oricon公信榜獲得「週間數位單曲排行榜」第4名[7]。

## 收錄內容
| 網路發行 | 網路發行           | 網路發行 | 網路發行                     | 網路發行         | 網路發行 |
| 曲序     | 曲目               |          | 作曲                         | 編曲             | 时长     |
| -------- | ------------------ | -------- | ---------------------------- | ---------------- | -------- |
| 1.       | （無可取代的世界） | 秋元康   | 平手友梨奈、辻村有記、伊藤賢 | 辻村有記、伊藤賢 | 3:56     |
| 总时长： | 总时长：           | 总时长： | 总时长：                     | 总时长：         | 3:56     |

## 製作人員
- Choreographer：AmamiQueen、MONA[8]
- Choreographer assistant：あいちょん[8]
- Dancer：A-G、GEN-Z、koji a.k.a primo、康壽、TAKUTO、BELL、RIKIYA、Riko[8]
- CostumeDesign&Stylist：Tsuyoshi Takahashi（Decoration）[8]
- Stylist assistant：Kasumi Kishi、Natsumi Ishikawa、Nene Yamazaki[8]
- HairMake：Mao（MAXSTAR）[8]

## 外部鏈接
- YouTube上的平手友梨奈 『かけがえのない世界』MUSIC VIDEO
- DISCOGRAPHY （页面存档备份，存于） - 平手友梨奈官方網站
- かけがえのない世界 （页面存档备份，存于） - 索尼音樂娛樂官方網站